# Circuito de challengers da ATP
É uma série de torneios de tênis que são disputados na Europa, América, Ásia, África e Oceania. O ATP Challenger Tour, conhecido até o final de 2008 como ATP Challenger Series, é uma série internacional de torneios masculinos de tênis profissional, que permite aos jogadores ganhar pontos no ranking suficientes para tentar entrar no nível dos torneios ATP. Eles são administrados pela Associação de Tenistas Profissionais (ATP).

## História
Os primeiros eventos Challengers foram realizados em 1978. Dezoito torneios foram realizados no mesmo ano. 
Atualmente, o cronograma é muito mais extenso. Em 2008, por exemplo, foram realizados 178 torneios de nível Challengers, jogados em mais de 40 países, com premiação total de U$ 10,7 milhões.

## Premiação e pontos
Os torneios Challengers oferecem prêmio em dinheiro em um total que varia de U$ 35.000 até U$ 150.000, que, juntamente com o fato de o torneio oferecer hospedagem (alimentação e alojamento) para os jogadores, determina o número de pontos que um jogador ganha em cada jogo no torneio.
Oferecer hospedagem aumenta os pontos distribuídos em um nível. Os pontos para o campeão de um Challenger variam de 75 pontos para um torneio de U$ 50 mil (ou U$ 35 mil com hospedagem) a 125 pontos para um de U$ 150 mil com hospedagem, em contraste com os torneios de nível ATP, que oferecem premiação total de U$ 400 mil a até mais de U$ 6 milhões, com pontuação entre 250 e 2000 pontos para o campeão.

## Qualificação aos Challengers
Geralmente, os jogadores que estiverem obtendo sucesso nos torneios Futures, ou que estiverem fracassando nos ATPs, são os tenistas que participam dos Challengers.
Numa escala gradativa, os Futures são considerados torneios de nível profissional fácil, os Challengers são os torneios medianos, e os ATPs são os torneios de alto nível.
Jogadores de Challengers costumam estar num ranking entre o 50 e o 300 do mundo.

## Distribuição de pontos
A distribuição de pontos para a temporada de 2024 foi definida:
| Categoria              | T   | F   | SF | QF | R16 | R32 | R64 | R128 | Q | Q3 | Q2 | Q1 |
| ---------------------- | --- | --- | -- | -- | --- | --- | --- | ---- | - | -- | -- | -- |
| ATP Challenger 175 (S) | 175 | 90  | 50 | 25 | 13  | –   | –   | –    | 6 | –  | 3  | –  |
| ATP Challenger 175 (D) | 175 | 100 | 60 | 32 | –   | –   | –   | –    | 6 | –  | 3  | –  |
| ATP Challenger 125 (S) | 125 | 64  | 35 | 16 | 8   | –   | –   | –    | 5 | –  | 3  | –  |
| ATP Challenger 125 (D) | 125 | 75  | 45 | 25 | –   | –   | –   | –    | 5 | –  | 3  | –  |
| ATP Challenger 100 (S) | 100 | 50  | 25 | 14 | 7   | –   | –   | –    | 4 | –  | 2  | –  |
| ATP Challenger 100 (D) | 100 | 60  | 36 | 20 | –   | –   | –   | –    | 4 | –  | 2  | –  |
| ATP Challenger 75 (S)  | 75  | 44  | 22 | 12 | 6   | –   | –   | –    | 4 | –  | 2  | –  |
| ATP Challenger 75 (D)  | 75  | 50  | 30 | 16 | –   | –   | –   | –    | 4 | –  | 2  | –  |
| ATP Challenger 50 (S)  | 50  | 25  | 14 | 8  | 4   | –   | –   | –    | 3 | –  | 1  | –  |
| ATP Challenger 50 (D)  | 50  | 30  | 17 | 9  | –   | –   | –   | –    | 3 | –  | 1  | –  |

## Torneios
O ATP World Tour, desde sua criação em 1990, colocou ênfase no desenvolvimento dos Challengers, e o sucesso é crescente nos últimos anos. Segue abaixo alguns torneios Challengers:
| Torneio                                                 | Local                    | Mês              | Piso         | Premiação total |
| ------------------------------------------------------- | ------------------------ | ---------------- | ------------ | --------------- |
| Aberto de São Paulo (2014–2001)                         | São Paulo, Brasil        | janeiro          | duro coberto | US$ 125.000     |
| Open SIFA Nouvelle-Calédonie                            | Numeá, Nova Caledônia    | janeiro          | duro         | US$ 75.000      |
| Challenger de Salinas Copa Banco Guayaquil              | Salinas, Equador         | janeiro          | duro coberto | US$ 35.000      |
| Challenger ATP de Iquique (2009)                        | Iquique, Chile           | janeiro          | saibro       | US$ 35.000      |
| Intersport HeilbronnOpen (2014–1988)                    | Talheim, Alemanha        | janeiro          | carpete      | € 106.500       |
| Elizabeth Moore Sarasota Open                           | Sarasota, Estados Unidos | abril            | saibro       | US$ 106.240     |
| Directv Open Bogotá                                     | Bogotá, Colômbia         | julho            | saibro       | US$ 53.120      |
| Savannah Challenger                                     | Savannah, Estados Unidos | abril            | saibro verde | US$ 53.120      |
| Wrocław Open (2017–2000)                                | Breslávia, Polônia       | fevereiro/março  | duro coberto | € 85.000        |
| NSW Open                                                | Sydney, Austrália        | outubro/novembro | duro         | US$ 53.120      |
| Marrocos Tennis Tour – Mohammedia (2016–2014)           | Mohammedia, Marrocos     | outubro          | saibro       | € 42.500        |
| Internationaux de Tennis de Blois                       | Blois, França            | junho            | saibro       | € 45.730        |
| Aberto de Brasília (2010–2009)                          | Brasília, Brasil         | agosto           | duro         | US$ 35.000      |
| Campeonato Internacional de Tênis de Santos (2016–2011) | Santos, Brasil           | setembro         | saibro       | US$ 40.000      |
| IS Open de Tênis (2015, 2013–2012)                      | São Paulo, Brasil        | outubro          | saibro       | US$ 50.000      |
| Open d'Orléans                                          | Orléans, França          | setembro/outubro | duro coberto | € 134.920       |